# Young Noble
Rufus Lee Cooper (21. března 1978 Sierra Madre, Kalifornie, USA – 4. července 2025 Snellville, Georgie, USA), známý pod uměleckým jménem Young Noble, byl americký rapper a člen rapové skupiny Outlawz Tupaca Shakura.

## Životopis
Young Noble se narodil v Sierra Madre v Kalifornii. Vyrůstal v nedaleké Pasadeně a v osmi letech se přestěhoval do New Jersey, kde se seznámil s budoucími členy Outlaw Husseinem Fatalem a Yakim Kadafim. Později se přestěhoval zpět do Kalifornie, aby bydlel se svou sestrou v Rancho Cucamonga.
V roce 1996 se jako poslední člen osobně vybraný Tupacem připojil ke skupině Outlawz. Debutoval na albu The Don Killuminati: The 7 Day Theory (1996), které vyšlo až po Tupacově smrti. Objevil se například na známé skladbě „Hail Mary“.
Během své kariéry vydal několik sólových alb, například Noble Justice (2002), Son of God (2012), Outlaw University (2023) a The Last Outlaw (2024).
V roce 2021 prodělal infarkt, který přežil jen díky rychlé lékařské pomoci. V prosinci roku 2024 poskytl rozhovor, v němž vzpomínal na smrt Tupaca i Notorious B.I.G.. Otevřeně promluvil o svých psychických a životních problémech.
Young Noble dne 4. července 2025 spáchal sebevraždu střelnou zbraní ve Snellville v Georgii ve věku 47 let. Následně policie dorazila na místo, objevila ho na dně bazénu, oblečeného v béžových kraťasech a černém tričku. Měl zranění, které vypadalo jako střelná rána na pravé straně hlavy. V blízkosti těla policisté našli prázdnou nábojnici a malou černou pistoli Beretta Tomcat ráže .32.
Jeho manželka policii potvrdila, že trpěl těžkými depresemi a že se mu aktivně snažila pomoci. Naposledy s ním mluvila kolem druhé hodiny ráno, kdy jí řekl, že jde ven, aby si vyčistil hlavu. Domů se už nevrátil a její telefonáty zůstaly bez odpovědi. Cooper obvykle zůstával doma, aby se staral o jejich děti, včetně dítěte s autismem, zatímco ona byla v práci. Když se nevrátil, odvezla děti k příbuzným a později našla jeho auto zaparkované poblíž.
Cooperovy dcery také potvrdily, že trpěl depresemi a měl finanční potíže. Jeho manželka a E.D.I. Mean uvedli, že jeho hudební kariéra upadala a že nedávné těžkosti, včetně smrti matky, měly negativní dopad na jeho duševní zdraví.

## Diskografie

### Sólová alba
- Noble Justice (2002)
- Son of God (2012)
- Powerful (2016)
- 3rd Eye View (2019)
- Outlaw University (2023)
- Lucky Number 7 (2023)
- Positive Vibes Only (2024)
- The Last Outlaw (2024)